# Богдановский сельсовет (Балтачевский район)
Богдановский сельсовет — муниципальное образование в Балтачевском районе Башкортостана.

## История
Согласно «Закону о границах, статусе и административных центрах муниципальных образований в Республике Башкортостан» имеет статус сельского поселения.

## Население
| 2002 | 2009  | 2010 | 2012 | 2013 | 2014 | 2015 |
| ---- | ----- | ---- | ---- | ---- | ---- | ---- |
| 975  | ↗1019 | ↘959 | ↘898 | ↘851 | ↘819 | ↘796 |
| 2016 | 2017  |      |      |      |      |      |
| ↘782 | ↘770  |      |      |      |      |      |

## Состав сельского поселения
| № | Населённый пункт | Тип населённого пункта          | Население |
| - | ---------------- | ------------------------------- | --------- |
| 1 | Старотимкино     | деревня, административный центр | ↘505      |
| 2 | Богданово        | село                            | ↘454      |